# Keo Phim Fa
Koningin Somdetch Brhat-Anya Sadu Chao Nying Kaeva Bhima Fa, beter bekend onder de naam Keo Phim Fa (1343-1438) volgde Kham Keut op als eerste koningin van Lan Xang in 1438. Zij was een dochter van koning Phaya Samsenthai. In de jaren na de dood van haar broer Lan Kham Deng in 1428 was zij verantwoordelijk voor de vele strubbelingen rond de troonopvolging. In 1438 besloot ze na het weigeren van haar broer Sao Tia Kaphat om zelf de troon te bestijgen. Ze was getrouwd met een normaal persoon die ze tot Sen Luang Xieng Lo (Chienglaw) benoemde, oftewel de belangrijkste minister. Deze man was waarschijnlijk haar achterneef. Haar heerschappij zou zeer kort duren en net als zij de meeste van haar voorgangers een pijnlijke dood liet sterven zou ze zelf samen met haar man gemarteld worden tot de dood erop volgde in Pha Dieo in 1438. Hierna was er een interregnum. In 1441 zou Sao Tia Kaphat alsnog de troon accepteren.